# Макс Складановски
Макс Складановски (30 април 1863 – 30 ноември 1939) е немски изобретател и ранен режисьор. Заедно с брат си Емил, той изобретява биоскопа, ранен филмов проектор, който братя Складановски използват, за да покажат първото шоу с движещи се картинки пред платена публика на 1 ноември 1895 г., малко преди публичния дебют на кинематографа на братя Люмиер в Париж на 28 декември 1895 г.

## Кариера
Роден като четвъртото дете на стъкларя Карл Теодор Складановски (1830 – 1897) и Луиза Огуст Ернестин Складановски, Макс Складановски чиракува на фотограф и художник на стъкло, което запалва интереса му към магическите фенери. През 1879 г. той започва да обикаля Германия и Централна Европа с баща си Карл и по-големия си брат Емил, изнасяйки шоута с разтварящи се магически фенери. Докато Емил се грижи предимно за популяризирането, Макс се занимава предимно с технологията и разработва специални устройства с множество обективи, които позволяват едновременно прожектиране на до девет отделни последователности от изображения. Карл се оттегля от този шоубизнес, но Макс и Емил продължават и добавят други атракции, включително вид наумахия, която включва електромеханични ефекти и пиротехника.
По-късно Макс твърди, че е създал първата си филмова камера на 20 август 1892 г., но това е по-вероятно да се е случило през лятото или есента на 1894 г. Той също така сам конструира биоскопския проектор. Частично базиран на фенера с разтваряща се гледка, той включвал два обектива и две отделни филмови ролки, като един кадър се прожектирал последователно от всяка. Той бил ръчно навиван за да задвижи неперфориран филм Ийстман-Кодак с ширина 44,5 мм, който бил внимателно изрязан, перфориран и повторно сглобен на ръка и покрит с емулсия, разработена от Макс. Проекторът бил поставен зад екран, който бил направен прозрачен, като го поддържали мокър, за да показва изображенията оптимално.
Братята Складановски заснемат няколко филма през май 1895 г. Първият им филм записва как Емил изпълнява преувеличени движения на покрив с панорама на Берлин на заден план. Това бил експериментален тест, който не трябвало да се използва в техните търговски прожекции. Техният по-нататъшен избор на теми изглежда повлиян от филмите, които вероятно са гледали в Кинетоскопа, който бил монтиран в Берлин през март. Те заснемат различни вариететни изпълнения, които се представяли в града и ги пускали на запис в градините на театрите на пълна слънчева светлина на неутрален фон (обикновено бял, понякога черен).
Тестовите прожекции, на които присъстват някои поканени приятели и колеги, се провеждат през юли 1895 г. в Гастхаус Зело. Директорите на музикалната зала Винтергартен били достатъчно впечатлени, след като видели прожекция на биоскоп, за да наемат в крайна сметка братя Складановски през септември срещу значителната такса от 2500 златни марки. Братята Складановски за първи път щели да организират шоу на наумахия във Винтергартен, възстановявайки Александрийска морска битка през октомври. От 1 ноември 1895 г. до края на месеца те осигуряват филмово шоу, което в крайна сметка е прожектирано 23 пъти. Тяхното около 15-минутно картинно шоу било част от вечерна програма, която продължавала над три часа и която включвала и всякакви вариететни изпълнения, като г-н Томпсън и неговите три обучени слона. В реклама на програмата, биоскопът се появява точно в центъра с изключително удебелен шрифт и изявлението „Ново! Най-интересното изобретение на съвременната епоха." Семейство Складановски показват осем филма, вариращи по дължина от 99 до 174 кадъра (около 6 до 11 секунди, ако се прожектират при 16 кадъра в секунда), повтарящи се многократно, докато специално композирана партитура била възпроизвеждана особено силно, за да заглуши шума от машината. Филмът „Апотеоз“ показва как братята влизат в кадъра от противоположни места пред бял фон, кланят се към камерата, сякаш получават аплодисменти и отново излизат от кадъра. Когато шоуто им приключва, те повтарят действието лично пред прожекционния екран. Популярното място било пълно с около 1500 богати посетители за всяка вечерна програма, но не всички гледали филмите. Отзивите благоприятствали трите слона, но според слуховете биоскопът бил добре приет с бурни аплодисменти и хвърляни цветя по екрана. Въпреки това берлинските вестници рядко били критични към представленията поради приходите от театралните реклами, които публикували.
След завършване на шоуто във Винтергартен, биоскопът отваря врати в Концертхаус в Хамбург на 21 декември 1895 г. като единична програма, без никакви други изпълнения. На 27-и те пътуват до Париж, поели ангажимент да прожектират във Фоли Бержер от 1 януари 1896 г. По стечение на обстоятелствата братята Люмиер представят своя кинематограф в първата си комерсиална публична прожекция на 28-и в Париж. Един от собствениците на Бержер води братята Складановски на второто представяне на 29-и и след това анулира резервацията на биоскопа, като въпреки това им плаща изцяло. Това вероятно е имало нещо общо с патентните права, но синематографът очевидно бил по-добър по качество на изображението и много по-лесно се управлявал от биоскопа, а братята Складановски също може да са предпочели да не се конкурират. Планираната изява в Лондонския имперски театър също била отменена, но те успели да обиколят Кьотен, Хале и Магдебург в централна Германия през март 1896 г.; Кристиания (сега Осло), Норвегия от 6 април до 5 май; Гронинген от 14 до 24 май и Амстердам от 21 май, Холандия; Копенхаген, Дания от 11 юни до 30 юли; и Стокхолм, Швеция от 3 август до септември 1896 г.
Макс конструира нова камера с малтийски механизъм през есента на 1895 г. и новия проектор Биоскоп-II с една леща през лятото на 1896 г. Те също така записват нови филми върху целулоид с широчина 63 мм, много необходими, тъй като старите започвали да се повреждат, включително художествения филм Странни срещи в зоологическата градина в Стокхолм (Komische Begegnung im Tiergarten zu Stockholm) през август 1896 г. с професионални актьори от Театрална компания Виктория. Това бил първият филм, записан в Швеция. Те се завръщат в Берлин през февруари 1897 г. и заснемат няколко претъпкани градски улични сцени. Смятало се, че новите филми отговарят на вкуса на новата публика и били много търсени, тъй като по-старите филми започвали да стават демоде. Инвестициите обаче се оказали напразни, тъй като предложеното връщане във Винтергартен не било одобрено, лицензът им за търговия не бил подновен, тъй като властите смятали, че в града вече има твърде много изложители на филми и те успели да намерят едно място за второ турне. В крайна сметка последното шоу с Биоскоп на братя Складаносвки се състояло в Шчечин на 30 март 1897 г.
След това Складановски се връща към предишните си фотографски дейности, включително производството на флип книги и други шоута с магически фенери. Той също така продава любителски филмови камери и проектори и произвежда 3-D анаглифни изображения. Неговата компания Прожекцион фюр Але (Projektion für Alle) също продуцира редица филми в началото на 20-и век, някои режисирани от Юджин, по-малкият му брат, но с малък успех. В по-късните си години Складановски бил обвинен в пресата, че преувеличава ролята си в първите стъпки на киното, най-вече от пионерския оператор Гуидо Сийбър.

## Наследство
Между 1895 и 1905 г. братята режисират най-малко 25 до 30 късометражни филма. През 1995 г. немският режисьор Вим Вендерс режисира драматичен документален филм Братята Складановски (Die Gebrüder Skladanowsky) в сътрудничество със студенти от Мюнхенската академия за телевизия и кино, в който Макс Складановски е изигран от Удо Киер.

## Филмография
- 1895 Италиански провинциален танц, Bauerntanz zweier Kinder
- 1895 Komisches Reck
- 1895 Серпентинен танц, Die Serpentintänzerin
- 1895 Jongleur
- 1895 Боксиращо се кенгуру, Das Boxende Känguruh
- 1895 Акробатична смес, Akrobatisches Potpourri
- 1895 Камаринская
- 1895 Борци ({на немски: Ringkämpfer)
- 1895 Апотеоз
- 1896 Unter den Linden
- 1896 Nicht mehr allein
- 1896 Mit Ablösung der Wache
- 1896 Lustige Gesellschaft vor dem Tivoli в Копенхаген
- 1896 Leben und Treiben am Alexanderplatz
- 1896 Komische Begenung im Tiergarten zu Stockholm
- 1896 Ausfahrt nach dem Alarm
- 1896 Ankunft eines Eisenbahnzuges
- 1896 Alarm der Feuerwehr
- 1896 Die Wachtparade
- 1897 Am Bollwerk in Stettin
- 1897 Апотеоз II
- 1897 Am Bollwerk
- 1900 Eine Moderne Jungfrau von Orleans
- 1905 Eine Fliegenjagd oder Die Rache der Frau Schultze